# Le Chaperon rouge (Chanel)
Ne pas confondre avec le film fantastique réalisé en 2010 Le Chaperon rouge
Le Chaperon rouge est un film publicitaire alliant mystère, humour et séduction, réalisé par Luc Besson en 1998. Dans le cadre de la nouvelle campagne pour le No 5 de Chanel imaginée par Jacques Helleu, le directeur artistique de Chanel, le scénario fut mis en dessin par Milo Manara.
La publicité, qui fait référence à l'histoire mondialement connue du Petit Chaperon rouge, a été réalisée dans les studios de Cinecittà à Rome durant quatre jours pendant lesquels 70 personnes ont œuvré. Les décors, réalisés par Patrice Garcia d'après les dessins de Manara, s'étendaient sur 80 mètres de long et 10 mètres de haut. 
Le Chaperon rouge est incarné par l'actrice et mannequin Estella Warren, habillée par Karl Lagerfeld. Elle incarne une image du Petit Chaperon rouge se rapprochant de celle imaginée par Tex Avery, notamment dans le fameux Red Hot Riding Hood et Little Rural Riding Hood.
Le « loup » utilisé est en fait un chien-loup de Saarloos gris teint en noir.
La musique onirique réutilisée dans ce film publicitaire fut composée par Danny Elfman pour le film Edward aux mains d'argent.
La publicité fut diffusée à la fois au cinéma et à la télévision.

## Synopsis
- scène 1 : sur une passerelle flottante entre deux murailles d'acier s'éloigne vers une porte blindée une belle femme blonde habillée d'une petite robe rouge.
- scène 2 : la main de la jeune femme rentre le code magique 5 sur le boitier de la porte blindée.
- scène 3 : (vu depuis l'autre côté de la porte blindée) : la porte blindée se soulève de bas en haut en découvrant les charmes du chaperon rouge.
- scène 4 : le Chaperon rouge s'avance de face le long d'un long couloir dallé d'or qui mène au mur de parfum.
- scène 5 : le Chaperon rouge pénètre dans la forteresse et saisit un flacon.
- scène 6 : le Chaperon rouge utilise le parfum et respire voluptueusement le nectar.
- scène 7 : Grisée, elle s'empare du flacon de parfum, le glisse dans son panier, enfile sa cape à capuche de satin rouge et continue d'avancer de face le long du couloir tout en portant son panier.
- scène 8 : de dos, devant la grande porte s'ouvrant sur la nuit parisienne, le chaperon rouge admire la tour Eiffel illuminée avant de partir embaumer et conquérir Paris.
- scène 9 : le loup noir gardien des effluves sacrés surgit à pas sûrs et feutrés, menaçant.
- scène 10 : un doigt devant ses lèvres, la belle Chaperon rouge domine l'animal d'un simple « chut ! » et mettant sa capuche, elle s'en va.
- scène 11 : Resté seul au cœur du 5, le loup envouté par le Chaperon rouge et son parfum, lance un hurlement plaintif vers le ciel.